# Stjepan Krizin Sakač
Stjepan Krizin Sakač SJ (Kapela Kalnička, 1890. ‒ Rim, 23. kolovoza 1973.), hrvatski katolički svećenik, isusovac, povjesničar. 

## Životopis
Rodio se je u prigorskom selu Kapeli Kalničkoj 1890. godine. 
Studirao je u Rimu na Germanicumu od 1910., a doktorirao 1912.  na Gregoriani. Studirao je u na Papinskom orijentalnom institutu i u Innsbrucku. Poslije je bio rektorom tog istog Orijentalnog instituta.
Za vrijeme Balkanskih ratova htio se dragovoljno pridružiti bugarskoj vojsci pri izgonu osmanske vlasti iz njihove zemlje. No, 1914. je pristupio papinskoj Švicarskoj gardi a iduće godine u isusovce. Dvije godine poslije u Zagrebu je primio svećeničke sakramente. Bio je u Sarajevu gdje je obnašao dužnost rektora na sarajevskoj bogosloviji. Već 1924. se je vratio u Rim, a suputnik mu je bio Alojzije Stepinac. Ondje je predavao na Papinskom orijentalnom institutu. Proslavio se kao povjesničar i kao tvorcem teorije o iranskom podrijetlu Hrvata. Otac je suvremene hrvatske iranistike.
Kao povjesničar se istakao zanimljivom radovima na temu ranohrvatske povijesti. Tako je o međunarodnom mirovnom ugovoru, koji Konstantin Porfirogenet spominje u De administrando imperio, a kojim Hrvati poslije krštenja postaviše vlastoručni ugovor te se tvrdom i nepokolebljivom vjerom zakleše sv. Petru da nikada neće provaljivati u tuđe zemlje niti ondje ratovati, već da će radije živjeti u miru sa svima koji to budu htjeli, a zauzvrat, od neimenovanog pape su dobili "molitvu (obećanje) da će se za njih boriti i na pomoć im biti Bog Hrvata, kadgod drugi narodi provale u hrvatsku zemlju i ratom ih uznemire, a Petar, učenik Kristov, obdarit će ih pobjedom.", napisao raspravu koja je bila opažena u znanstvenoj javnosti, a zbog njene važnosti, prevedena je na španjolski. Njome je dokazao da je taj ugovor istinit, a papa iz tog ugovora bi trebao biti sveti Agaton.
Osim toga, utvrdio je temeljem papine poslanice bizantskom caru Konstatinu IV. iz 680. godine odaslane s rimskog uskrsnog crkvenog sabora, da su još 680. među Slavenima djelovali biskupi, odnosno da je kršćanstvo još prije primilo korijena među Slavenima ("...Između barbarskih naroda, kako Langobarda tako i Slavena, također u sredini Franaka i Gala, nalaze se mnogi od mojih sluga (tj. biskupa), koji se s obzirom na apostolsku vjeru ne prestaju revno mučiti..."). Zaključio je da ti Slaveni iz papina pisma mogu biti jedino Hrvati, jer su ini Slaveni pokrštavani tek krajem 8. i početkom 9. stoljeća. Agatonova poslanica potvrđuje da su već te 680. Hrvati imali biskupe koji su ih duhovno opsluživali. Radi se o tome što su poslanicu potpisali nazočni biskupi, a među njima je bio i biskup s Istre, no ne i iz ostalih hrvatskih krajeva. Sa Sakačevim su se stavom složili hrvatski povjesničari Dominik Mandić i Marković.
Bio je član utemeljiteljskog Odbora i Upravnog vijeća Bratovštine sv. Jeronima za pomoć hrvatskim izbjeglicama. Krunoslav Draganović ga navodi kao osobu čija je zamisao bila ta Bratovština
Pisao je za list Obnovljeni život.
Postumno je objavljeno Hrvati do stoljeća VII., Opseg 1, 2000. godine, urednika Darka Sagrka i stručnog suradnika Huseina Kadića.
Hrvatski znanstvenik Ivan Biondić predložio je da se Staroslavenski institut Svetozar Rittig preimenuje u Starohrvatski institut Stjepan Krizin Sakač.

## Djela

### Knjige
- S. Cyrillus, Slavorum Apostolus in XI centenario nativitatis, Rome, PIO 1927.
- Iz slavne hrvatske prošlosti: Ugovor pape Agatona i Hrvata proti navalnom ratu (oko g. 679), Zagreb, Naklada “Život”, 1931.
- Iranische Herkunft des kroatischen Volksname, (="Iransko podrijetlo imena hrvatskog naroda"), Rome, 1949.
- Ss. Cyril and Methodius and the Origin of the Romano-Slavic Rite. The Greek liturgy of Saint Peter and the Romano-Slavic Rite, Peekskill, N.Y. The Graymoor Press, 1949
- L'origine del rito romano-slavo e i ss. Cirillo e Metodio, Rome, PIO, 1950.
- De dignitate episcopali S. Cyrilli Thessalonicensis, Rome, PIO 1950.
- Bemerkungen zum Methodiusprozess in Bayern 870, Rome, PIO, 1954.
- Novissima de «Legenda Italica» et de episcopatu S.Constantini-Cyrilli, Rome, PIO, 1956.

### Članci
- “Stjepan Zimmermann, Opća noetika, Zbor duhovne mladeži zagrebačke, Zagreb, 1918.” Recenzija, Prikaz, Bogoslovska smotra, Vol. 10, No. 2, 1919., str. 159-163[8]
- “Što smo primili od Sv. Braće Ćirila i Metoda”, Obnovljeni život, Vol. 17., No. 3., 1936., str. 97-112.[9]
- “Što smo primili od Sv. Braće Ćirila i Metoda”, Obnovljeni život, Vol. 17., No. 6., 1936., str. 258-271.[10]
- “O kavkasko-iranskom podrijetlu Hrvata”, Obnovljeni život, Vol. 18., No. 1., 1937., str. 1-25.[11]
- “Apostol Hrvata Ivan Ravenjanin”, Obnovljeni život, Vol. 19., No. 7., 1938., str. 401-421.[12]
- “Pravo značenje naziva «bijela» i «crvena» Hrvatska”, Obnovljeni život, Vol. 19., No. 6., 1938., str. 332-338.[13]
- “Otkuda Hrvatima «Ban»?”, Obnovljeni život, Vol. 20., No. 7., 1939., str. 388-400.[14]
- “Krapina, Kijev, Ararat. Krapinska, kijevska i armenska priča o trojici braće i jednoj sestri. Pogled u život Hrvata VII. Vijeka”, Obnovljeni život, Vol. 21., No. 3. – 4., 1940., str. 129-149.[15]
- “Ugovor cara Heraklija s Hrvatima oko g. 627. i 638.”, Obnovljeni život, Vol. 22., No. 2., 1941., str. 83-102.[16]
- “Historijski razvoj imena «Hrvat»”, Obnovljeni život, Vol. 23., No. 1., 1942., str. 3-20.[17]
- “Tragovi staroiranske filozofije kod Hrvata”, Obnovljeni život, Vol. 24., No. 1., 1943., str. 9-24.[18]
- “Papa Siksto V. — talijanski Hrvat”, Obnovljeni život, Vol. 24., No. 3. – 4., 1943., str. 199-227.[19]
- “Vjerski simbolizam ukrasnih prepleta u staroj hrvatskoj umjetnosti”, Crkva u svijetu, Vol. 1, No. 4, 1966., str. 32-37.[20]
- “Osnutak carstva Kira Velikog”, Obnovljeni život, Vol. 26., No. 3., 1971., str. 264-267.[21]

## Vanjske poveznice
- "Sakač, Stjepan Krizin", Hrvatska enciklopedija, Leksikografski zavod Miroslav Krleža, 1999–2009, retrieved May 19, 2014.
- Hudelist, Darko, “Stjepan Krizin Sakač - stvarni autor projekta «Trinaest stoljeća kršćanstva u Hrvata»”, Globus od 12. VIII 2016.
- Husein Kadić: Akademske mutacije etnogenetskih krinki (o Sakaču i akademiku Franji Šanjku)